# 吉米·莫拉莱斯
吉米·莫拉莱斯（西班牙語：Jimmy Morales；1969年3月18日—），是一名危地马拉政治家、喜劇演員、國家融合陣線黨員，在2015年9月6日的總統選舉中勝出，並在2016年就職成為第50任瓜地馬拉總統。

## 生平
莫拉莱斯在瓜地馬拉市一個貧窮的家庭出生，是一名福音主義者。莫拉莱斯擁有聖卡洛斯大學工商管理學學士學位與神學學位。
吉米·莫拉莱斯因演出電視喜劇而走紅，與其兄山米·莫拉莱斯（Sammy Morales）連袂演出電視影集＂Moralejas＂。吉米·莫拉莱斯出生時本名為James Ernesto Morales Cabrera，2011年簽下改名契正式更名為Jimmy Morales。2011年，莫拉莱斯接受右翼小黨國家發展行動黨提名，參選米斯科市長，取得13045票，為第三高票。2013年3月，莫拉莱斯加入當時還是小黨的國家融合陣線，並成為該黨秘書長。
2015年吉米·莫拉莱斯由國家融合陣線提名參選總統。起初，吉米·莫拉莱斯的選情不被看好，但在第一輪投票中出乎大家意料地取得最高票。他在競選中主張傳統價值，反對貪腐，支持死刑存在，反對墮胎。除此以外，他還否認針對伊希爾瑪雅人的種族滅絕曾經發生。在第二輪選舉中，擊敗前第一夫人桑德拉·托雷斯並當選總統。
吉米·莫拉莱斯已婚且育有四個小孩。

## 榮譽
- 中華民國采玉大勳章，由蔡英文於2017年1月11頒綬。
- 耶路撒冷希伯來大學榮譽博士學位，於2016年11月獲得。

## 外部連結
- 個人網站
- 總統競選網站
- 吉米·莫拉莱斯的Facebook專頁
- 吉米·莫拉莱斯的X（前Twitter）
- 吉米·莫拉莱斯在互联网电影资料库（IMDb）上的資料（英文）

| 官衔                           | 官衔                        | 官衔                       |
| ------------------------------ | --------------------------- | -------------------------- |
| 前任者： 亞歷杭德羅·馬爾多納多 | 危地马拉总统 2016年－2020年 | 繼任者： 亚历杭德罗·贾马特 |